# 하나하면 너와 나
《하나하면 너와 나》(One Is Not A Lonely Word)는 드렁큰 타이거의 정규 5집 앨범이다. 이 앨범을 끝으로 DJ 샤인은 드렁큰 타이거에서 탈퇴하였다.

## 수록곡
1. 긴급 상황 (Feat. Gemini)
2. 편의점 (Feat. Gemini)
3. 이 놈의 Shake It (Feat. Gemini)
4. 가수지망생 1. (5,000원) (Skit Intro)
5. 가수지망생 1. (5,000원) (Skit)
6. Liquor Shots (Feat. 바비 킴, Ann)
7. 사(死)랑의 추억 (Feat. Ann)
8. 기우제 (뭐꼬!)
9. 하나하면 너와 나 (Feat. Gemini)
10. 가수지망생 2. (계란이 먼저, 닭이 먼저) (Skit)
11. 채인, 체인 (Music Is...) (Feat. 바비 킴)
12. Symphony 3 (Feat. Sean2slow, YDG)
13. 고집쟁이 (Feat. Dynamic Duo, 은지원)
14. Once Upon A Time (나의 어리석은 방황)
15. 가수지망생 3. (동문서답 - 호랑정권 & 판돌이 Shine) (Skit)
16. 백만 인의 콘서트 (노래방 Rap)
17. 내 인생의 반의반 (Feat. Gemini)